# 保羅·羅特曼
保羅·羅特曼（英語：Paul Lotman；1985年11月3日—）是一位美國排球運動員。他效力於波蘭排球聯賽球隊Asseco Resovia Rzeszów。他也代表美國國家男子排球隊參賽，並在2012年夏季奧林匹克運動會上獲得第五名。